# Tortura della goccia cinese

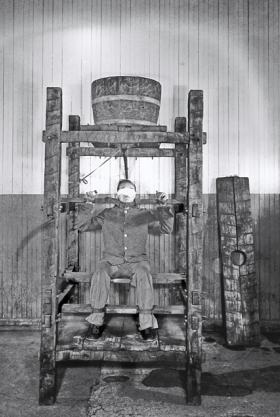
La tortura della goccia messa in atto nella prigione di Sing Sing (1860 circa)

La tortura della goccia cinese consiste in gocce d'acqua che vengono fatte cadere ripetutamente sulla fronte della vittima causandone un forte disagio psicofisico. La claustrofobia aumenterebbe l'effetto del supplizio.
Nel suo testo Services spéciaux, Algérie 1955-1957: Mon témoignage sur la torture, il generale Paul Aussaresses (1918-2013) spiega nei dettagli come tale tecnica sia stata utilizzata dai francesi nel corso della guerra d'Algeria per ottenere informazioni dai prigionieri.

## Nella letteratura
- La tortura della goccia viene citata varie volte nei romanzi di Emilio Salgari, ad esempio nel capitolo La tortura del romanzo Le pantere di Algeri.[2]
- La tortura della goccia viene citata nel romanzo Frankenstein di Mary Shelley.[3]
- Karl May descrisse questa tecnica di tortura nel suo libro del 1894 From the Rio De La Plata to the Cordilleras.